# Acantholimon pavlovii
Acantholimon pavlovii är en triftväxtart som beskrevs av Igor Alexandrovich Linczevski. Acantholimon pavlovii ingår i släktet Acantholimon och familjen triftväxter. Inga underarter finns listade i Catalogue of Life.